# Aunou-le-Faucon
Aunou-le-Faucon – miejscowość i gmina we Francji, w regionie Normandia, w departamencie Orne.
Według danych na rok 1990 gminę zamieszkiwało 260 osób, a gęstość zaludnienia wynosiła 39 osób/km² (wśród 1815 gmin Dolnej Normandii Aunou-le-Faucon plasuje się na 631. miejscu pod względem liczby ludności, natomiast pod względem powierzchni na miejscu 744.).